# US Novarese
US Novarese (wł. Unione Sportiva Novarese) – włoski klub piłkarski, mający siedzibę w mieście Novara, na północy kraju, działający w latach 1917–1920.

## Historia
Chronologia nazw:
- 1917: Unione Sportiva Novarese
- 1920: klub rozwiązano – po fuzji z Football Associazione Studenti Novara

Klub sportowy US Novarese został założony w miejscowości Novara w 1917 roku. Po zakończeniu I wojny światowej w sezonie 1919/20 klub miał możliwość awansu do Prima Categoria, ale przegrał 0:1 w eliminacjach z Alessandriną. Klub spadł więc do mistrzostw drugiego stopnia. W tych rozgrywkach zajął pierwsze miejsce w Promozione Piemontese.
W 1920 klub połączył się z miejscowym rywalem Football Associazione Studenti Novara, po czym został rozwiązany.

## Barwy klubowe, strój
|  |

Klub ma barwy niebieskie.

## Sukcesy

### Trofea międzynarodowe
Nie uczestniczył w rozgrywkach europejskich (stan na 31-05-2020).

### Trofea krajowe
| \| \| Zdobyte trofea w rozgrywkach Włoch (stan na: 31-08-2020) \| |                                                          |      |                      |
| Rozgrywki                                                         | Osiągnięcie                                              | Razy | Sezon(y)             |
| · Mistrzostwo                                                     | I miejsce                                                | 0    |                      |
| · Mistrzostwo                                                     | II miejsce                                               | 0    |                      |
| · Mistrzostwo                                                     | III miejsce                                              | 0    |                      |
| · Puchar                                                          | zdobywca                                                 | 0    |                      |
| · Puchar                                                          | finalista                                                | 0    |                      |
| II liga                                                           | I miejsce                                                | 1    | 1919/20 (Piemontese) |
| II liga                                                           | II miejsce                                               | 0    |                      |
| II liga                                                           | III miejsce                                              | 0    |                      |
| Włochy                                                            | Zdobyte trofea w rozgrywkach Włoch (stan na: 31-08-2020) |      |                      |

## Poszczególne sezony

### Rozgrywki międzynarodowe

#### Europejskie puchary
Nie uczestniczył w rozgrywkach europejskich.

### Rozgrywki krajowe
| \| Włochy \| Bilans występów klubu w rozgrywkach piłkarskich Włoch (Stan na 31 sierpnia 2020 r.) \| \| |                                                                                     |        |       |   |   |   |    |    |     |         |        |        |      |
| Poziom                                                                                                 | Rozgrywki                                                                           | Sezony | Mecze | Z | R | P | B+ | B– | Pkt | Lata    | Awanse | Spadki | Naj. |
| I | Prima Divisione                                                                     | 0      |       |   |   |   |    |    |     |         | 0      | 0      |      |
| II | Promozione Piemontese                                                               | 1      |       |   |   |   |    |    |     | 1919/20 | 1      | 0      | 1    |
| III | Serie C                                                                             | 0      |       |   |   |   |    |    |     |         | 0      | 0      |      |
| IV | Serie D                                                                             | 0      |       |   |   |   |    |    |     |         | 0      | 0      |      |
| V | Prima Categoria Piemontese                                                          | 0      |       |   |   |   |    |    |     |         | 0      | 0      |      |
| | Puchar Włoch                                                                        | 0      |       |   |   |   |    |    |     |         | 0      | 0      |      |
| Włochy                                                                                                 | Bilans występów klubu w rozgrywkach piłkarskich Włoch (Stan na 31 sierpnia 2020 r.) |        |       |   |   |   |    |    |     |         |        |        |      |

## Struktura klubu

### Stadion
Klub piłkarski rozgrywał swoje mecze domowe na Campo Sportivo w Novarze.

### Derby
- Novara